# Lapis Satricanus

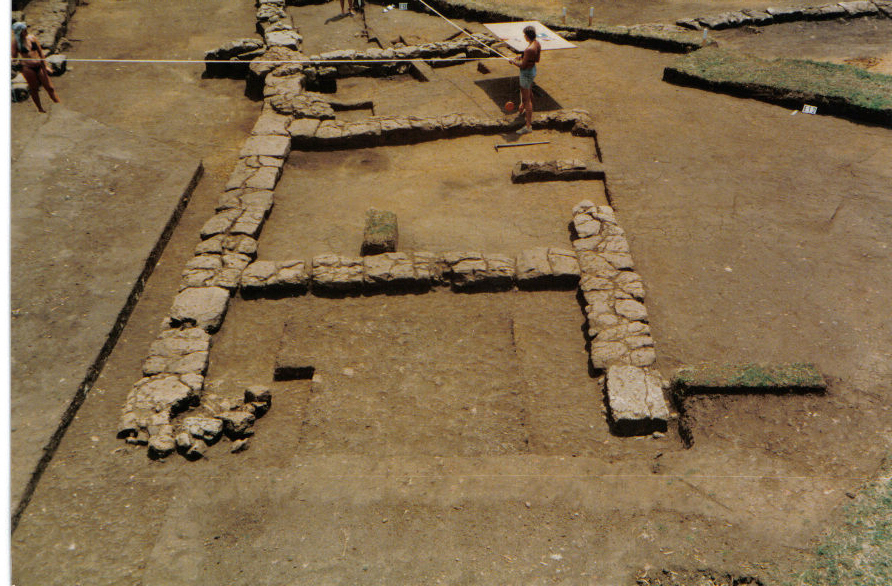
Aire archéologique du Satricum, Hameau de Borgo Montello, agglomération de Latina
dans le Latium.

Le lapis Satricanus (latin pour « pierre de Satricum ») est une pierre jaune trouvée dans les ruines de l'ancienne Satricum, près de Borgo Montello (41° 31′ N, 12° 47′ E), un village situé au sud du Lazio, l'ancien Latium. Elle a été datée de la fin du VIe siècle av. J.-C. ou du début du Ve siècle av. J.-C. La pierre qui porte l'inscription a été découverte en 1977, réutilisée dans les fondations du temple de Mater Matuta.

## Inscription
Le texte de l'inscription est le suivant :
| (?) IEI STETERAI POPLIOSIO VALESIOSIO SVODALES MAMARTEI                   |
| « Les (?) ont dédié cela, comme compagnons de Publius Valerius, à Mars. » |

Cette inscription est rédigée en latin archaïque — du moins dans un dialecte qui en est relativement proche. Elle est importante pour la grammaire comparative de l'indo-européen, car elle est l'unique inscription contenant une terminaison -osio pour le génitif singulier de la déclinaison thématique des noms en latin. Le latin classique, plus tardif, aura une désinence en -i pour ce cas, mais la comparaison avec le linéaire B, le grec ancien d'Homère, et d'autres langues, montre que la terminaison -osio est nettement plus ancienne.

## Identification du personnage
Le lapis Satricanus a été l'objet d'une attention significative de la part d'archéologues et d'historiens des premiers temps du Latium non seulement à cause de son intérêt linguistique, mais aussi pour le nom qu'il préserve. En effet, le nom archaïque de « Poplios Valesios » correspond en latin classique à « Publius Valerius », ce qui amène inévitablement à se demander si cette inscription ne fait pas référence au célèbre Publius Valerius Publicola, le consul, collègue de Lucius Junius Brutus, qui apparaît dans les premiers temps de la République romaine, chez les historiens, ou dans les fastes consulaires, et qui est considéré comme l'un des fondateurs de la République. Une identification positive pose au moins un problème : la ville de Satricum ne fait pas partie du territoire romain à l'époque où Publius Valerius est consul. Toutefois la pierre peut ne pas avoir été dédiée dans cette ville, mais ailleurs : elle a été trouvée dans une série de pierres réutilisées pour la construction d'un temple et peut très bien avoir été apportée d'ailleurs.